# Condado de Casa Barreto
El Condado de Casa Barreto es un título nobiliario español, creado el 1 de agosto de 1786, por el Rey Carlos III, con vizcondado previo de San Jacinto, a favor de Don Jacinto Barreto y Pedroso, Tabares y González de Carbajal. Regidor perpetuo de la ciudad de La Habana (Cuba).

## Condes de Casa Barreto
|                         | Titular                                | Periodo                 |
| Creación por Carlos III | Creación por Carlos III                | Creación por Carlos III |
| ----------------------- | -------------------------------------- | ----------------------- |
| I                       | Jacinto Barreto y Pedroso              | 1786-1791               |
| II                      | José Francisco Barreto y Cárdenas      | 1791-1845               |
| III                     | José Francisco Barreto y Beitia        | 1845-1851               |
| IV                      | Jacinto Tomás Barreto y de la Luz      | 1851-1852               |
| V                       | María de las Mercedes Barreto y Beitía | 1852-1853               |
| VI                      | María Francisca de Cárdenas y Barreto  | 1853-1892               |
| VII                     | José Pedroso y Berghmans               | 1903-1964               |
| VIII                    | Enrique de Pedroso y Núñez de Prado    | 1964-1973               |
| IX                      | Eduardo de Manzanos y Brochero         | 1973-1987               |
| X                       | Gregorio de Manzanos y Brochero        | 1988-2007               |
| XI                      | Eduardo de Manzanos y Pérez            | 2009-actual titular     |

## Historia de los condes de Casa Barreto
- I conde: Jacinto Barreto y Pedroso.

1. Casó con Melchora Valdés y Pedroso. Su hija, Tomasa Barreto y Valdés, casó con Gabriel Peñalver y Calvo de la Puerta, I marqués de Casa Peñalver. Le sucedió su hijo:

- II conde: José Francisco Barreto y Cárdenas. Le sucedió de su hijo Nicolás Barreto y peñalver, su nieto:

- III conde: José Francisco Barreto y Beitia. Le sucedió su hijo:

- IV conde: Jacinto Tomás Barreto y de la Luz. No tuvo descendencia, le sucedió su tía, hermana de su padre:

- V condesa: María de las Mercedes Barreto y Beitía Cárdenas-Vélez de Guevara (1818-1853).

1. Casó con Fernando María de Cárdenas y Beitín. Le sucedió su hija:

- VI condesa: María Francisca de Cárdenas y Barreto (1838-1892).

1. Casó con José Ignacio de Herrera y Cárdenas. Le sucedió un pariente colateral:

Rehabilitación por Alfonso XIII
- VII conde: José Luis Pedroso y Berghmans, III marqués de San Carlos de Pedroso. Le sucedió su hijo:

- VIII conde: Enrique de Pedroso y Núñez de Prado, IV marqués de San Carlos de Pedroso. Le sucedió un pariente:

- IX conde: Eduardo de Manzanos y Brochero. Sin descendecia, le sucedió su hermano:

- X conde: Gregorio de Manzanos y Brochero, X conde de Casa Barreto.

- XI conde: Eduardo de Manzanos y Pérez, XI conde de Casa Barreto, desde 2009 (n.1951).

ACTUAL CONDE DE CASA BARRETO